# Ruby Pickens Tartt
Ruby Pickens Tartt (Livingston, 13 de enero de 1880 - York, 29 de septiembre de 1974) fue una folclorista, escritora y pintora estadounidense de reconocimiento internacional. Se destacó por su trabajo en el descubrimiento y recolección de canciones populares de estilo espiritual negro, grabaciones de campo y otros tipos de folclore. Asistió a expertos como John Allan Lomax y Harold Courlander en sus estudios de folclore afroamericano, lo que le valió sus primeros reconocimientos. También colaboró con Carl Carmer para escribir su tema de estándar jazz Stars Fell on Alabama. Muchas de sus historias, personajes y artículos fueron publicados en prestigiosos periódicos y libros.

## Biografía
Nació el 13 de enero de 1880 con el nombre de Ruby Stuart Pickens. Hija de Fannie West Short Pickens y William King Pickens, un prominente productor algodonero, tuvo un hermano mayor llamado Champ Pickens. Desde muy temprana edad se sintió atraída por los cantos de la comunidad negra del condado de Sumter y fue una abierta crítica de las injusticias que padecían. Estudió en la Academia Femenina de Livingston y luego en el Colegio Normal Estatal de Alabama, ahora transformado en la Universidad de West Alabama.
Durante su paso por estas instituciones Pickens aprendió a indagar el mundo que la rodeaba. Aprovechando que la benevolencia económica de su familia le permitía viajar, en 1901 asistió a la Chase School of Art de Nueva York y tomó clases con William Merritt Chase, uno de los pintores impresionistas estadounidenses más importantes de la época. El 18 de octubre de 1904 contrajo matrimonio con su novio de la infancia, William Pratt Tartt, proveniente de una influyente familia, y el 21 de junio de 1906 nació su única hija, Fannie Pickens Tartt. En los años 1920, Pickens conoció a Carl Carmer, quien se encontraba enseñando inglés en la universidad local y que posteriormente basaría una buena parte de su libro Stars Fell on Alabama en la vida de Pickens.
La situación económica de su familia desmejoró notablemente durante la Gran Depresión. Ya pasados sus cincuenta años encontró empleo en la Works Progress Administration. En 1936 fue nombrada presidenta del Proyecto Federal de Escritores en el condado de Sumter, a través del cual se recogió cuentos populares e historias de vida de los antiguos esclavos, adquiriendo un profundo interés por la preservación de la cultura negra sureña. Sus trabajos atrajeron la atención del etnomusicólogo John Lomax, quien se encontraba recopilando grabaciones para el Archivo de canciones Populares Estadounidenses de la Biblioteca del Congreso. En 1937 Lomax viajó a Sumter para trabajar en conjunto con Tartt y juntos lograron reunir un total de 305 canciones en un área de 15 millas cuadradas. Una de las cantantes que logró registrar fue Vera Hall, una cocinera y lavandera de la ciudad, considerada en la actualidad una de las mejores cantantes de folk, blues y espirituales del siglo XX.
Ocupó el cargo de bibliotecaria del condado de Sumter entre 1940 y 1964. La biblioteca pública en Livingston fue renombrada con su nombre en 1975, en reconocimiento por sus denodados esfuerzos para fomentar la lectura entre los jóvenes. Como pintora, se destacan sus retratos, sus obras de naturaleza muerta y escenas rurales, muchas de ellas expuestas en edificios públicos o atesoradas en colecciones privadas. 
Pasó los últimos años en un hogar de ancianos sin que dejara de pintar. Hacia el final, cuando no era capaz de sostener un pincel, lo hacía con un dedo. Falleció el 29 de septiembre de 1974, en York, Alabama, y fue sepultada en el Cementerio Myrtlewood de Livingston. Tras su muerte, tanto sus manuscritos publicados como los inéditos fueron entregados a la Universidad de West Alabama. La colección tiene más de 5000 textos de folclore e historia local, incluyendo un gran número de canciones afroamericanas y cuentos populares que nunca antes habían formado parte de una colección.